# Honestly, Nevermind
Honestly, Nevermind è il settimo album in studio del rapper americano-canadese Drake, pubblicato il 17 giugno 2022 dalla OVO e Republic.

## Descrizione
Il disco, composto di quattordici tracce di cui un'unica collaborazione con il rapper britannico 21 Savage, presenta sonorità house, con influenze afropop, hard techno, Jersey club, pop ed R&B, distaccandosi dai precedenti lavori hip hop e trap dell'artista. È dedicato allo stilista statunitense Virgil Abloh, scomparso nel 2021.

## Promozione
L'album è stato annunciato a sorpresa da Drake sui propri profili social ventiquattro ore prima dell'uscita, svelando il titolo, la copertina e in seguito la lista delle tracce. In contemporanea alla sua pubblicazione è stato reso disponibile il video musicale del brano Falling Back.
Sticky e Massive, pubblicati il 21 giugno 2022, sono stati resi disponibili negli Stati Uniti d'America rispettivamente per il formato rhythmic contemporary e contemporary hit radio.

## Accoglienza
| Recensione       | Giudizio |
| ---------------- | -------- |
| AllMusic         |          |
| Clash            | 7/10     |
| Evening Standard |          |
| NME              |          |
| The Guardian     |          |

Honestly, Nevermind ha ottenuto recensioni perlopiù positive da parte dei critici musicali. Su Metacritic, sito che assegna un punteggio normalizzato su 100 in base a critiche selezionate, l'album ha ottenuto un punteggio medio di 73 basato su tredici recensioni.
Il critico musicale del New York Times Jon Caramanica ha riportato che «Honestly, Nevermind è una chiara svolta; [...] un depistaggio o una nuova direzione definitiva, è forse un'indicazione del fatto che sta lasciando il vecchio Drake», dopo Certified Lover Boy, album descritto dal critico come «meno fantasioso, in cui [Drake] sembrava stanco e affaticato». Caramanica si è poi detto affascinato dalle doti canore del cantante e sui testi dei brani, in cui «le parole sono suggerimenti, suggestioni, astrazioni leggere che mirano a emulare lo stato d'animo della produzione».
L'accoglienza dell'album da parte dei fan dell'artista è stata invece perlopiù negativa, soffermatisi soprattutto sul cambio di genere musicale e sulla ricerca di visibilità mediatica del cantante rispetto alla qualità artistica.

## Tracce
1. Intro – 0:36 (Aubrey Graham, Kaushik Barua, Kid Masterpiece)
2. Falling Back – 4:26 (Aubrey Graham, André Boadu, Gregor Sütterlin, Alex Lustig, Christian Astrop, &ME, Rampa, Beau Nox)
3. Texts Go Green – 5:08 (Aubrey Graham, Noel Cadastre, Nkosinathi Maphumulo, Esona Tyolo, Black Coffee, Esona Tyolo)
4. Currents – 2:37 (Aubrey Graham, Tresor Reziki, Noah Shebib, Maphumulo, Diamanté Blackmon, Donnell Prince, Jamal Glaze, Lawrence Edwards, Jonathan Smith, Craig Love, LaMarquis Jefferson, Black Coffee, Esona Tyolo)
5. A Keeper – 2:53 (Aubrey Graham, Boadu, Sütterlin, &ME, Rampa, Wondra030)
6. Calling My Name – 2:09 (Aubrey Graham, Diamanté Blackmon, Johannes Klahr, Richard Zastenker, Alex Lustig, Astrop, Carnage, Beau Nox)
7. Sticky – 4:03 (Aubrey Graham, Diamanté Blackmon, Ry Cuming, Carnage, RY X)
8. Massive – 5:36 (Aubrey Graham, Diamanté Blackmon, Johannes Klahr, Richard Zastenker)
9. Flight's Booked – 4:14 (Nile Goveia, Marsha Ambrosius, Vidal Davis, Govi)
10. Overdrive – 3:22 (Aubrey Graham, James Bryan, Alex Lustig, Astrop, Shebib, Maphumolo, 40, Black Coffee)
11. Down Hill – 4:10 (Aubrey Graham, Riziki, Shebib, 40)
12. Tie That Binds – 5:36 (Aubrey Graham, Diamanté Blackmon, Marcel Kosic, R. Ginton, Carnage, Vlado)
13. Liability – 3:57 (Aubrey Graham, N. Lieberthal, Tim Suby, Nyan, Tim Suby)
14. Jimmy Cooks (feat. 21 Savage) – 3:38 (Aubrey Graham, Shéyaa Abraham-Joseph, Douglas Ford, Brytavious Chambers, Anderson Hernandez, Kevin Gomringer, Tim GomringerIbn Young, Harry Ray, Al Goodman, Walter Morris, Tay Keith, Vinylz, Cubeatz)

## Classifiche

### Classifiche settimanali
| Classifica (2022-23) | Posizione massima |
| -------------------- | ----------------- |
| Australia            | 2                 |
| Austria              | 2                 |
| Belgio (Fiandre)     | 4                 |
| Belgio (Vallonia)    | 2                 |
| Canada               | 1                 |
| Danimarca            | 2                 |
| Finlandia            | 3                 |
| Francia              | 6                 |
| Germania             | 3                 |
| Grecia               | 52                |
| Irlanda              | 2                 |
| Islanda              | 2                 |
| Italia               | 6                 |
| Lituania             | 3                 |
| Norvegia             | 2                 |
| Nuova Zelanda        | 1                 |
| Paesi Bassi          | 1                 |
| Regno Unito          | 2                 |
| Repubblica Ceca      | 11                |
| Slovacchia           | 16                |
| Spagna               | 6                 |
| Stati Uniti          | 1                 |
| Svezia               | 2                 |
| Svizzera             | 1                 |

### Classifiche di fine anno
| Classifica (2022) | Posizione |
| ----------------- | --------- |
| Australia         | 80        |
| Belgio (Fiandre)  | 89        |
| Belgio (Vallonia) | 167       |
| Danimarca         | 59        |
| Islanda           | 20        |
| Lituania          | 37        |
| Nuova Zelanda     | 49        |
| Paesi Bassi       | 41        |
| Regno Unito       | 67        |
| Svizzera          | 61        |
| Classifica (2023) | Posizione |
| Islanda           | 89        |